# Bent Hansen (ciclista)
Bent "Deut" Hansen (Copenhaguen, 17 de novembre de 1935) va ser un ciclista danès, que va córrer durant els anys 60 del segle xx. Es dedicà al ciclisme en pista on va guanyar dues medalles als Campionats del món en Persecució per equips.

## Palmarès
- 1962
  -  Campió de Dinamarca de persecució per equips amateur
- 1963
  -  Campió de Dinamarca de persecució per equips amateur
- 1964
  -  Campió de Dinamarca de persecució per equips amateur